# Arzbach
Arzbach ist eine Ortsgemeinde im Rhein-Lahn-Kreis in Rheinland-Pfalz. Sie gehört der Verbandsgemeinde Bad Ems-Nassau an.

## Geographie
Arzbach liegt im Westerwälder Teil des Naturparks Nassau etwa neun Kilometer südwestlich von Montabaur und elf Kilometer östlich von Koblenz. Durch den Ort fließt der Emsbach.
Zu Arzbach gehört auch der südwestlich der Ortslage liegende Weiler Bierhaus.

## Geschichte
Arzbach liegt am Obergermanisch-Raetischen Limes. Am südlichen Rand des Ortes wurde 1860 das Kastell Arzbach entdeckt und später archäologisch untersucht. An die römische Vergangenheit der Gegend um Arzbach erinnert heute die zum Teil fehlerhafte Rekonstruktion des römischen Wachturms Wp 1/84 in Stein- und Holzbauweise auf dem Berg Großer Kopf, (422,2 m ü. NHN) etwa einen Kilometer südöstlich des Ortes.
Arzbach wurde 1235 als Mittelpunkt des Kirchspiels Augst erstmals urkundlich erwähnt und gehörte bis 1803 zum Kurfürstentum Trier. Ab 1806 war der Ort Teil des Herzogtums Nassau, das 1866 von Preußen annektiert wurde. Seit 1946 ist der Ort Teil des Landes Rheinland-Pfalz. Arzbach gehörte der Verbandsgemeinde Bad Ems seit deren Errichtung im Jahre 1972 an und wurde am 16. März 1974 aus dem ehemaligen Unterwesterwaldkreis dem Rhein-Lahn-Kreis angegliedert. 2019 kam der Ort zur neuen Verbandsgemeinde Bad Ems-Nassau.
In Arzbach wurde, wie in anderen Orten des Kannenbäckerlands, Krugbäckerei betrieben, die Herstellung salzglasierter Keramikflaschen zur Befüllung in Mineralwasserbrunnen der Region, also in Niederselters, Fachingen, Ems und Geilnau. Der erste Krugbäcker wird im Jahr 1741 in Arzbach genannt. Die Krugherstellung war handwerklich organisiert, wobei sich Krugbäcker in verschiedenen Orten der Region in einer übergreifenden Zunft zusammenschlossen. 1764 errichtete die kurfürstliche Finanzverwaltung in Arzbach eine vorindustrielle Fabrik zur Kurgherstellung. Hintergrund waren Auseinandersetzungen über die Krugpreise für die kurtrierische staatliche Quelle in Niederselters mit den handwerklichen Krugherstellern. Als 1768 die Krugbäcker bei ihrer Preisgestaltung einlenkten, stellte die Fabrik ihren Betrieb ein. Der zugehörige Krugofen blieb neben einem weiteren, der gemeinschaftlich von den privaten Krugbäckern betrieben wurde, bis 1804 im staatlichen Besitz. Bis zum Ende des 18. Jahrhunderts nahm die Zahl der Krugbäcker in Arzbach zu. 1804 hob das Herzogtum Nassau, das inzwischen die Landesherrschaft über den Westerwald sowie den Niederselterser Brunnen ins Kameralgut übernommen hatte, die Krugbäckerzunft auf. Für 1848 sind erstmals Jahresproduktionszahlen der Westerwälder Krugbäcker genannte. In Arzbach wurden demnach 500.000 Krüge hergestellt. Ebenfalls 1848 schlossen sich die Krugbäcker verschiedener Orte zum Krug- und Kannenbäckerverein zusammen. 1847 bestanden in Arzbach 24 Meisterbetriebe im Krugbäckergewerbe, womit ein Höchststand erreicht war. In den folgenden Jahrzehnten nahm der Geschäftsbetrieb immer weiter ab, insbesondere nachdem von 1869 an die Brunnen zunehmend auf die Abfüllung in Glasflaschen umgestell hatten. 1890 gab es in Arzbach noch neun Krugbäckerbetriebe, 1927 noch einen, der auch nur gelegentlich arbeitete.
Bevölkerungsentwicklung
Die Entwicklung der Einwohnerzahl von Arzbach, die Werte von 1871 bis 1987 beruhen auf Volkszählungen:
| Jahr | Einwohner |
| ---- | --------- |
| 1815 | 567       |
| 1835 | 877       |
| 1871 | 1.073     |
| 1905 | 1.090     |
| 1939 | 1.247     |
| 1950 | 1.430     |
| 1961 | 1.549     |

| Jahr | Einwohner |
| ---- | --------- |
| 1970 | 1.948     |
| 1987 | 1.961     |
| 1997 | 1.884     |
| 2005 | 1.889     |
| 2011 | 1.699     |
| 2017 | 1.666     |
| 2023 | 1.684     |

## Politik

### Gemeinderat
Der Gemeinderat in Arzbach besteht aus 16 Ratsmitgliedern, die bei der Kommunalwahl am 9. Juni 2024 in einer personalisierten Verhältniswahl gewählt wurden, und dem ehrenamtlichen Ortsbürgermeister als Vorsitzendem.
Die Sitzverteilung im Gemeinderat:
| Wahl | SPD | CDU | FWG | Gesamt   |
| ---- | --- | --- | --- | -------- |
| 2024 | 9   | –   | 7   | 16 Sitze |
| 2019 | 6   | 1   | 9   | 16 Sitze |
| 2014 | 10  | –   | 6   | 16 Sitze |
| 2009 | 10  | –   | 6   | 16 Sitze |
| 2004 | 7   | 6   | 3   | 16 Sitze |

* FWG: Freie Wähler Gruppe Arzbach e. V.

### Bürgermeister
Klaus Poetzsch (Einzelbewerber / SPD) wurde am 14. Oktober 2024 Ortsbürgermeister von Arzbach. Bei der als Wiederholungswahl notwendig gewordenen Direktwahl am 15. September 2024 war er als einziger Bewerber  mit einem Stimmenanteil von 93,2 % für fünf Jahre gewählt worden.
Der Vorgänger von Klaus Poetzsch, Claus Eschenauer (FWG), war bei der Direktwahl am 26. Mai 2019 mit 90,75 % gewählt worden und damit Nachfolger von Marlene Meyer (SPD), die das Amt seit 2014 ausgeübt hatte. Ihr Vorgänger war Franz Josef Fetz (SPD). Bei der Direktwahl am 9. Juni 2024 trat Eschenauer als einziger Kandidat an, erreichte aber nur 46,0 % der Stimmen. Da somit keine ausreichende Mehrheit erreicht wurde, wurde die Wiederholungswahl erforderlich.

## Kultur und Sehenswürdigkeiten

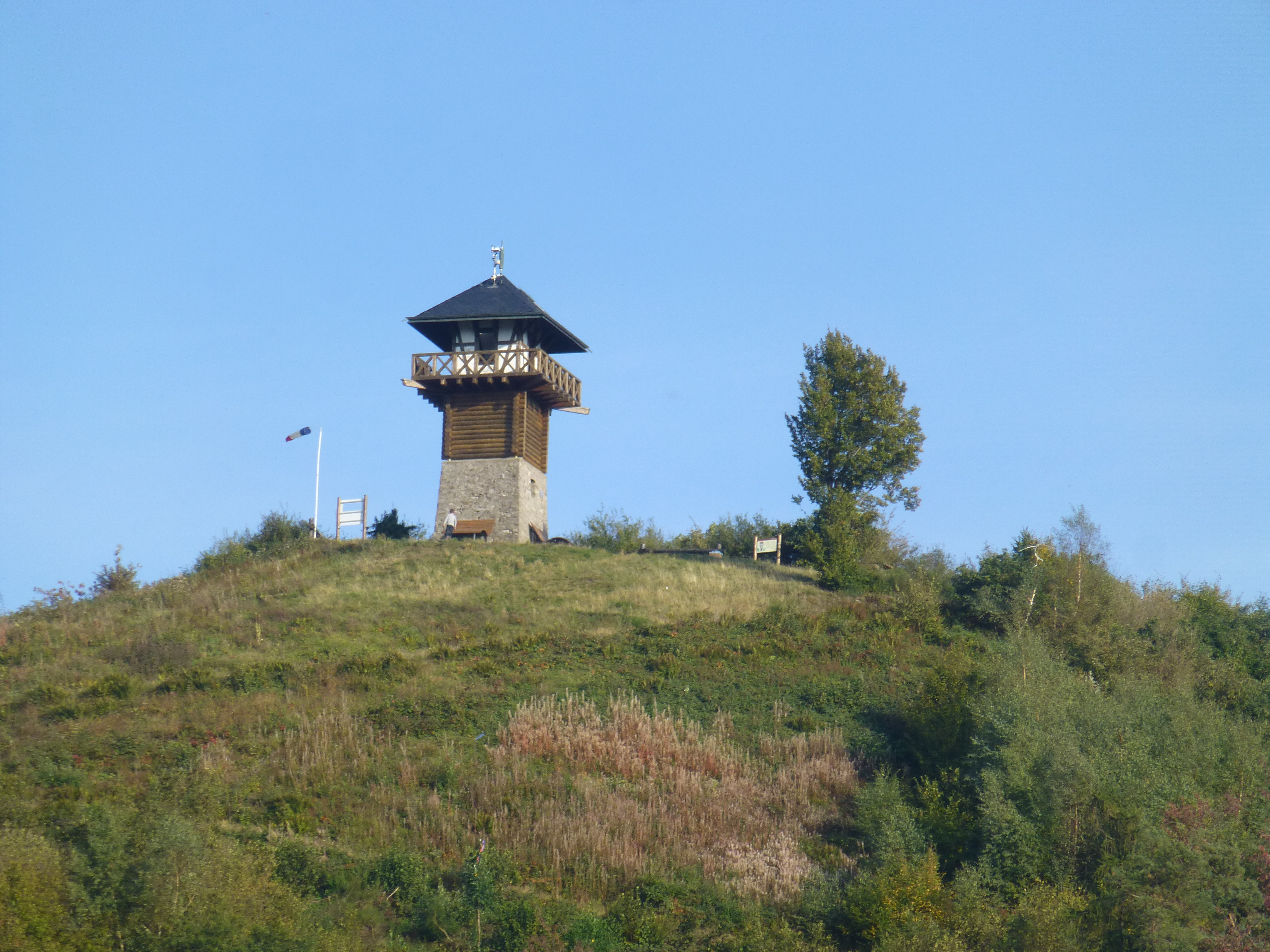
Stefansturm auf dem Großen Kopf

Arzbach liegt an der Deutschen Limes-Straße.
Seit 2003 wird am Römerturm vom Verein Naturfreunde und Freiflieger Großer Kopf Westerwald e. V. das Gleitschirmfliegen durchgeführt.

## Wirtschaft und Infrastruktur

### Verkehr
Arzbach gehört zum Verkehrsverbund Rhein-Mosel. Die Buslinien 460 und 557 verbinden den Ort mit dem nächsten Regionalbahnhof Bad Ems sowie mit den Fernbahnhöfen Koblenz Hbf und Montabaur.
Etwa drei Kilometer nordwestlich von Arzbach verläuft die B 49 Gießen–Koblenz.

### Radwanderwege
Durch Arzbach führt der Deutsche Limes-Radweg. Dieser  folgt dem Obergermanisch-Raetischen Limes über 818 km von Bad Hönningen am Rhein nach Regensburg an der Donau.

### Bildung
In Arzbach gibt es einen Kindergarten sowie die Grundschule „Limesschule“. Die nächstgelegenen weiterführenden Schulen sind in Bad Ems die Adolf-Reichwein-Förderschule, das Goethe-Gymnasium und die Schiller-Realschule plus.

### Brandschutz
Die Freiwillige Feuerwehr Arzbach sorgt für den abwehrenden Brandschutz und die allgemeine Hilfe.